# Limnobium
Limnobium (Limnobium Rich.) – rodzaj roślin z rodziny żabiściekowatych (Hydrocharitaceae), obejmujący dwa gatunki rodzime dla Ameryki: limnobium gładkie (Limnobium laevigatum (Humb. & Bonpl. ex Willd.) Heine), występujące na obszarze od Meksyku do południowej Ameryki Południowej, introdukowane na Jawie, oraz limnobium gąbczaste (Limnobium spongia (Bosc) Steud.), występujące w środkowych i wschodnich Stanach Zjednoczonych, introdukowane na Portoryko.

## Morfologia i biologia

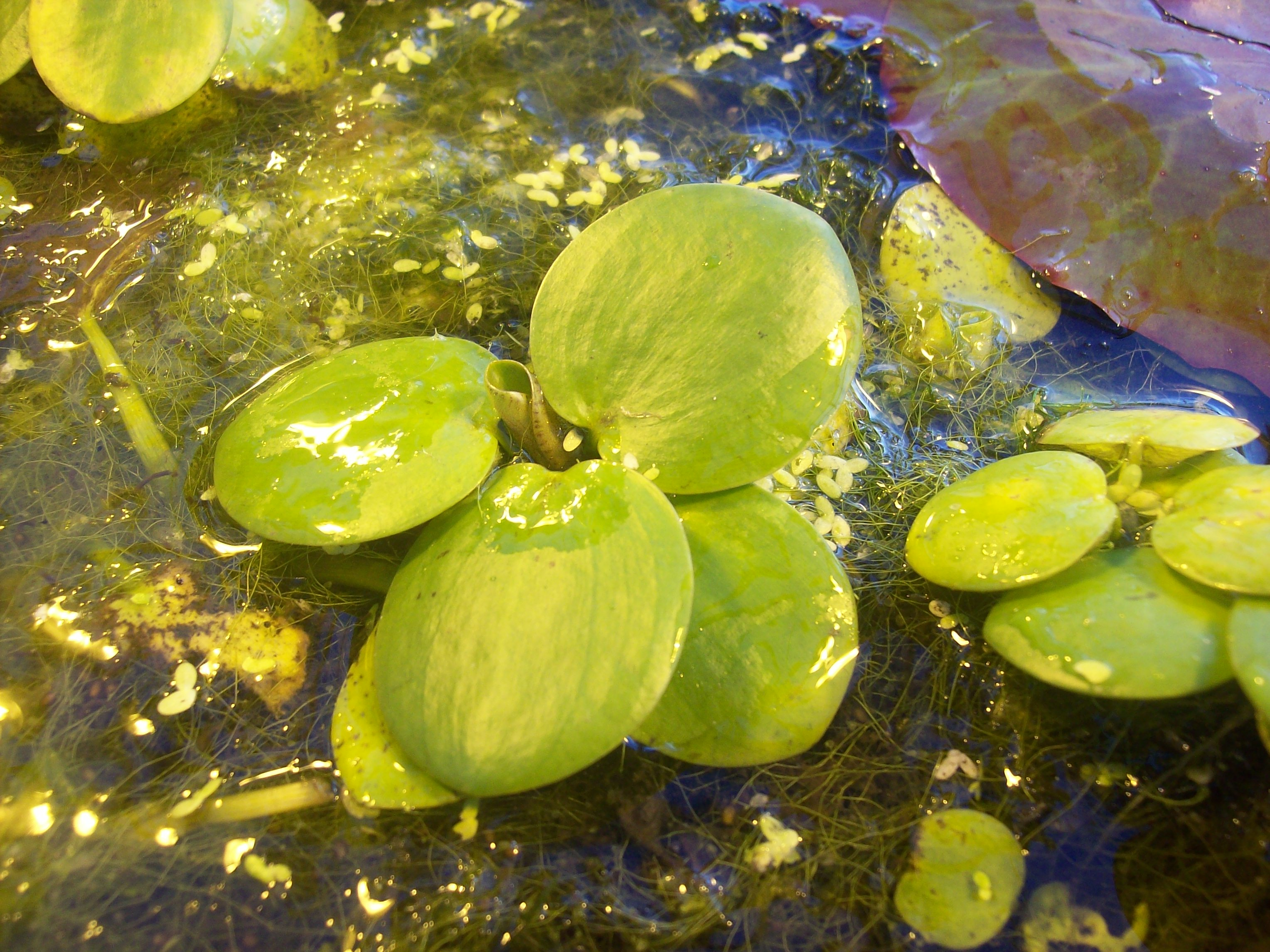
Limnobium gąbczaste

PokrójRośliny wodne tworzące stolony, pływające na powierzchni wody lub lekko zanurzone, ukorzenione lub nie.
StolonySkrócone, noszące liście lub wydłużone i bezlistne.
KorzenieKorzenie rozgałęzione.
LiścieLiście łuskowate lub rozróżnione na przezroczysty przylistek, ogonek i blaszkę. Te drugie odziomkowe, wynurzone lub pływające, o blaszce eliptycznej do okrągłej z nerkowatą lub sercowatą nasadą i tępym lub zaostrzonym wierzchołkiem, jednolicie zielone. Użyłkowanie równoległe, zbiegające się do żyłki brzegowej, złączone przez proste, równoległe żyłki poprzeczne
KwiatyRośliny jednopienne. Kwiaty jednopłciowe, wynurzone, szypułkowate, otoczone równowąsko-lancetowatą, błoniastą pochwą. Okwiat podwójny, o 3 płatkach korony niewiele dłuższych od węższych działek kielicha, niekiedy nieobecny w kwiatach żeńskich, zielonkawo-biały do żółtawego, listki okwiatu równowąsko-lancetowate. Hypancjum nieobecne. Kwiaty męskie złożone z od 1 do 6 okółków złożonych z 3 pręcików o nitkach zrośniętych na co najmniej ½ długości i wydłużonych główkach, zebrane po 3–9 w wierzchotkowaty kwiatostan, siedzący lub osadzony na krótkiej szypule. Kwiaty żeńskie pojedyncze, o jednokomorowej, eliptycznej zalążni, fałszywie 3-9-komorowej, z 3–9 szyjkami słupka, dwuklapowanymi niemal do nasady.
OwoceElipsoidalne do kulistych, gładkie do żeberkowanych torebki. Nasiona elipsoidalne, kolczaste, pokryte tępymi, wrzecionowatymi włoskami.

## Biologia i ekologia
RozwójWieloletnie, pływające hydrofity lub ukorzeniające się w płytkich zbiornikach wodnych helofity.
SiedliskoZbiorniki słodkowodne.
GenetykaLiczba chromosomów 2n = 26–30.

## Systematyka i nazewnictwo
Jest to jeden z dwóch rodzajów (taksonem siostrzanym jest żabiściek) z podrodziny Hydrocharitoideae w obrębie rodziny żabiściekowatych (Hydrocharitaceae).
Toponimia nazwy naukowejNazwa rodzaju pochodzi od greckich słów λίμνα (limna – jezioro) i βιοσ (bios – życie) i oznacza "żyjący w jeziorze".
Nazwy zwyczajoweW języku angielskim rośliny z tego rodzaju określane są nazwą American frog-bit (w odróżnieniu od European frog-bit, którą to nazwą określa się żabiściek pływający).
HomonimLimnobium Schimp. – rodzaj prątników z rodziny Amblystegiaceae (uznany za synonim Hygrohypnum Lindb.)

## Zastosowanie
Oba gatunki z tego rodzaju są uprawiane jako rośliny akwariowe.